# Paulin Duclaux
Paulin Duclaux est un homme politique français né le 9 octobre 1746 à Mauriac (Cantal) et mort le 13 avril 1809 au même lieu.

## Biographie
Fils d'un aubergiste, il est juge suppléant au tribunal de district de Mauriac en 1790, il en devient président en 1795. Il est président du tribunal de Mauriac de 1800 à 1809. Il est élu député du Cantal au Conseil des Cinq-Cents le 22 germinal an V.

## Sources
- « Paulin Duclaux », dans Adolphe Robert et Gaston Cougny, Dictionnaire des parlementaires français, Edgar Bourloton, 1889-1891 [détail de l’édition]